# J̌
A ǰ a mongol és az örmény nyelv hagyományos átírásában szerepel, mindkét nyelvben a /d͡ʒ/  (dzs) hangot jelöli, nagybetűs formában nem használják.

## Megfelelői
- cirill megfelelője a mongol nyelvben: ж
- örmény megfelelője az örmény keleti nyelvjárásában: ջ
- örmény megfelelője az örmény nyugati nyelvjárásában: ճ

## Kódolása
| Kódolás | Kód    |
| ------- | ------ |
| Unicode | U+01F0 |
| HTML    | &#496; |